# Miejscowości Brytyjskich Wysp Dziewiczych
Według danych oficjalnych pochodzących z 2006 roku Brytyjskie Wyspy Dziewicze (brytyjskie terytorium zamorskie) posiadały ponad 10 miejscowości o ludności przekraczającej 200 mieszkańców. Stolica kraju Road Town jest największym miastem i razem z miastem Spanish Town (Brytyjskie Wyspy Dziewicze) liczyli ponad 1 tys. mieszkańców oraz reszta miejscowości poniżej 1 tys. mieszkańców.

## Największe miejscowości na Brytyjskich Wyspach Dziewiczych
Największe miejscowości na Brytyjskich Wyspach Dziewiczych według liczebności mieszkańców (stan na 01.01.2006):
| L.p. | Miasto       | Wyspa        | Liczba ludności |
| ---- | ------------ | ------------ | --------------- |
| 1.   | Road Town    | Tortola      | 8 700           |
| 2.   | Spanish Town | Virgin Gorda | 1 000           |

## Alfabetyczna lista miejscowości na Brytyjskich Wyspach Dziewiczych
Spis miejscowości Brytyjskich Wysp Dziewiczych według danych szacunkowych z 2006:
- Belmont
- Creek Village
- East End-Long Look
- Great Harbour
- Great Harbour
- Kingstown
- Long Look Estate
- Peter Island Resort
- Road Town
- Spanish Town
- The Settlement
- West End